# Ветмор, Би
Анни Беатрис ван дер Бист Тилен Ветмор (11 января 1910 — 1 марта 1997), широко известная как Би Ветмор, была американским орнитологом и благотворителем.

## Ранние года
Анни Беатрис ван дер Бист Тилен родилась в 1910 году на карибском острове Кюрасао, который является территорией Нидерландов.
Би была переводчиком, говорившим на нескольких языках, включая нидерландский, английский, испанский и папьяменто, региональный диалект голландской Вест-Индии. Она работала переводчиком в нескольких голландских правительственных учреждениях в Вашингтоне, округ Колумбия, в Сиднее, Австралия, во время Второй мировой войны и во Всемирной организации здравоохранения.
Стала натурализованной гражданкой Соединённых Штатов в августе 1944 года.

## Брак и партнёрство
Она познакомилась с орнитологом Александром Ветмором (1886—1978) в 1944 году, и они поженились в 1953 году, вскоре после того, как он ушёл с поста шестого генерального секретаря Смитсоновского института. После его выхода на пенсию, который позволил Алексу (которому помогала Би) проводить постоянные исследования, они ежегодно совершали экспедиции в Панаму, последняя из которых состоялась в 1966 году. Алекс начал эти поездки в 1944 году. В результате экспедиций пара тесно поработала над четырьмя томами книги «Птицы Республики Панама», изданной Смитсоновским институтом в период с 1965 по 1984 год (последний том появился после смерти Александра). В каждом томе Александр Ветмор указан как единственный автор или первый из нескольких авторов. Хотя Би не указана в качестве автора в готовых публикациях, её работа отмечена в полевых тетрадях, таких как Панамская тетрадь Алекса 1955 года.
Пара также работала над некоторыми из сотен публикаций Алекса в научных журналах.
Во время последней экспедиции пары они отправились на бывшую карибскую родину Беа в 1969 году, что, согласно её некрологу, «привело к хорошей серии образцов с острова Бонайре».
Один из отличительных подвидов воробья-кузнечика, Ammodramus savannarum beatriceae, обитающий на равнинах западно-центральной Панамы, назван в честь Беатрис Ветмор.

## Благотворительность
Би была впервые указана в 1979 году как значительный финансовый спонсор Американского орнитологического общества (ранее известного как Союз американских орнитологов (AOU), и до сих пор упоминается как пожизненный благотворитель-гарант. Она также регулярно делала щедрые пожертвования другим организациям, таким как AOUs Wetmore Fund и Wetmore Fund Отделения птиц Смитсоновского национального музея естественной истории.

## Последние годы
После смерти Алекса в 1978 году Би посвятила большую часть своего времени составлению орнитологических данных о панамской фауне, извлечению данных из полевых журналов Алекса, а также из четырёх томов «Птицы Республики Панама».
Согласно некрологу, будучи вдовой, она продала их дом в Мэриленде. Впоследствии она много раз переезжала, но хранила при себе «огромное скопившееся сокровище картин с птицами, гравюр, статуэток, сувениров полевых экспедиций и других напоминаний о долгой и продуктивной орнитологической жизни. Этот процесс никогда не прекращался надолго. Её друзья шутили. что её хобби было переездом, так как она меняла место жительства примерно 10 или 12 раз за 18 лет, очевидно получая большое удовольствие от частой перестановки всех своих „влажных вещей“ в новой обстановке, тем самым сохраняя память об Алекс для себя и всех тех кто навещал её».
Би Ветмор скончалась в своём доме в Силвер-Спринг, штат Мэриленд, 1 марта 1997 года в возрасте 87 лет.